# Aosdána
Aosdána (/iːsˠ ˈd̪ˠɑːnˠə/) est une organisation irlandaise de promotion des arts.
C'est une académie du Conseil des arts irlandais qui rassemble des artistes de création en Irlande.
Le Conseil des arts a fondé Aosdána (de l'irlandais : aos dána, litt. « gens des arts ») en 1981 afin d'honorer ceux dont le travail était une contribution remarquable aux arts irlandais, mais aussi pour encourager et assister ses membres afin qu'ils se consacrent à leur art.
L'appartenance à Aosdána, qui résulte d'une élection après choix des membres, est limitée à 250 artistes vivants (avant 2005, 200 seulement) qui ont produit un travail déjà bien établi dans le domaine des arts plastiques, de la littérature ou de la musique.
Certains membres d'Aosdána reçoivent du Conseil des arts une allocation, appelée Cnuas, pour leur permettre de travailler à plein temps sur leur art. Cette rente est réservée aux membres résidant en Irlande, qui peuvent la solliciter sous conditions de ressources. Elle est versée pendant cinq ans. Son montant s’élève à 12 180 euros par an en 2006.
Le titre de Saoi (« Sage » en irlandais) est l'honneur le plus élevé que les membres d'Aosdána puissent accorder à l'un de leurs pairs. Le Saoi est élu par les membres de l'académie, mais le titre est conféré par le président de l'Irlande, qui lui remet son insigne, un torque d'or. Pas plus de cinq membres vivants ne peuvent porter ce titre en même temps.

## Membres

### Arts plastiques
| - Robert Ballagh - John Behan - Pauline Bewick - Cathal Black - Basil Blackshaw - Brian Bourke - Cecily Brennan - Vincent Browne - Michael Bulfin - John Burke - Cathy Carman - James Coleman - Barrie Cooke - Joe Comerford - Maud Cotter - Dorothy Cross - William Crozier - Charles Cullen - Michael Cullen - Rosaleen Davey - John T. Davis - Edward Delaney - Diarmuid Delargy - Willie Doherty - Micky Donnelly - Felim Egan - Conor Fallon - Mary Fitzgerald - Tom Fitzgerald - Marie Foley - Martin Gale - Richard Gorman - Tim Goulding | - Anita Groener - Patrick Graham - Patrick Hall - Alice Hanratty - Charles Harper - Eithne Jordan - Michael Kane - John Kelly - Brian King - Gene Lambert - Sonja Landweer - Louis le Brocquy - Melanie le Brocquy - Ciarán Lennon - Mary Lohan - Anne Madden - Brian Maguire - Alice Maher - Louis Marcus - Fergus Martin - James McCreary - Eileen MacDonagh - Stephen McKenna - Theo McNab - Seán McSweeney - Nick Miller - Helen Moloney - George Morrison - Alfonso Monreal Lopez - Michael Mulcahy - Carolyn Mulholland - Janet Mullarney - Pat Murphy | - Eilís O'Connell - Michael O'Dea - Gwen O'Dowd - Alannah O'Kelly - Geraldine O Reilly - Patrick O'Sullivan - Janet Pierce - Kathy Prendergast - Patrick Pye - Michael Quane - Bob Quinn - Vivienne Roche - Nigel Rolfe - James Scanlon - Patrick Scott - Dermot Seymour - Seán Scully - David Shaw-Smith - Noel Sheridan - John Shinnors - Maria Simonds-Gooding - John Noel Smith - Camille Souter - Imogen Stuart - Rod Tuach - Charles Tyrrell - Barbara Warren - Michael Warren - Samuel Walsh - Grace Weir - Nancy Wynne Jones |

### Littérature
| - Leland Bardwell - Sebastian Barry - Dermot Bolger - Eva Bourke - Clare Boylan - Moya Cannon - Marina Carr - Ciarán Carson - Philip Casey - Harry Clifton - Michael Coady - Evelyn Conlon - Anthony Cronin - Tony Curtis - Ita Daly - Margaretta D'Arcy - John F Deane - Seamus Deane - Neil Donnelly - Theo Dorgan - Paul Durcan - Peter Fallon - Bernard Farrell - Pádraic Fiacc - Gerard Mannix Flynn - Brian Friel - Patrick Galvin - Carlo Gébler - Robert Greacen - Hugo Hamilton - Michael Harding | - Anne Haverty - Dermot Healy - Seamus Heaney - Aidan Higgins - Rita Ann Higgins - Pearse Hutchinson - Jennifer Johnston - Neil Jordan - Trevor Joyce - Claire Keegan - Adrian Kenny - Benedict Kiely - Tom Kilroy - James Liddy - Michael Longley - Brian Lynch - Tom MacIntyre - Bernard MacLaverty - Deirdre Madden - Derek Mahon - Hugh Maxton - Thomas McCarthy - John McGahern - Medbh McGuckian - Frank McGuinness - Paula Meehan - John Montague - Paul Muldoon - Val Mulkerns - Jimmy Murphy - Richard Murphy - Thomas Murphy | - Eilean Ní Chuilleanáin - Nuala Ní Dhomhnaill - Éilis Ní Dhuibhne - Christopher Nolan - Jim Nolan - Edna O'Brien - Julie O'Callaghan - Seán Ó Coistealbha - Micheál Ó Conghaile - Ulick O'Connor - Mary O'Donnell - Julia Ó Faoláin - Críostóir Ó Floinn - Desmond O'Grady - Mary O'Malley - Liam Ó Muirthile - Cathal Ó Searcaigh - Michéal Ó Siadhail - Tim Robinson - Gabriel Rosenstock - Micheal Smith - Sydney Bernard Smith - Matthew Sweeney - Colm Tóibín - William Trevor - Michael Viney - Macdara Woods - Vincent Woods |

### Musique
| - Gerald Barry - Seóirse Bodley - John Buckley - Rhona Clarke - Frank Corcoran - Raymond Deane - Jerome de Bromhead - Donnacha Dennehy | - Roger Doyle - Benjamin Dwyer - Eibhlis Farrell - Stephen Gardner - Ronan Guilfoyle - Michael Holohan - Fergus Johnston - John Kinsella | - Philip Martin - Kevin O'Connell - Jane O'Leary - Eric Sweeney - Ian Wilson |

## Les membres d'Aosdánaayant reçu le titre deSaoi
Les Saoithe vivants en 2022 :
- Seóirse Bodley, compositrice
- Camille Souter, peintre
- Imogen Stuart, sculptrice
- George Morrison, réalisateur de documentaires
- Edna O'Brien, écrivaine
- Roger Doyle, compositeur
- Eiléan Ní Chuilleanáin, poétesse

Quelques membres ayant reçu le titre de Saoi par le passé :
- Samuel Beckett
- Seán O'Faolain
- Patrick Collins
- Mary Lavin
- Francis Stewart
- Tony O'Malley
- Louis le Brocquy
- Benedict Kiely
- Seamus Heaney
- Anthony Cronin
- Brian Friel